# Cirfontaines-en-Ornois
Cirfontaines-en-Ornois ist eine französische Gemeinde mit 88 Einwohnern (Stand: 1. Januar 2022) im Département Haute-Marne in der Region Grand Est (vor 2016 Champagne-Ardenne). Sie gehört zum Arrondissement Saint-Dizier und zum Kanton Poissons. Die Einwohner werden Cirfontainois genannt.

## Geographie
Cirfontaines-en-Ornois liegt etwa 35 Kilometer südöstlich des Stadtzentrums von Saint-Dizier. Umgeben wird Cirfontaines-en-Ornois von den Nachbargemeinden Mandres-en-Barrois im Norden, Gondrecourt-le-Château im Nordosten, Chassey-Beaupré im Osten und Südosten, Lezéville im Süden und Südwesten, Gillaumé im Westen und Nordwesten sowie Bure im Nordwesten.

## Bevölkerungsentwicklung
| Jahr                       | 1962 | 1968 | 1975 | 1982 | 1990 | 1999 | 2006 | 2011 | 2018 |
| -------------------------- | ---- | ---- | ---- | ---- | ---- | ---- | ---- | ---- | ---- |
| Einwohner                  | 133  | 122  | 98   | 111  | 96   | 81   | 82   | 74   | 75   |
| Quellen: Cassini und INSEE |      |      |      |      |      |      |      |      |      |

## Sehenswürdigkeiten
- Kirche Saint-Pierre